# Kayar (tribu)

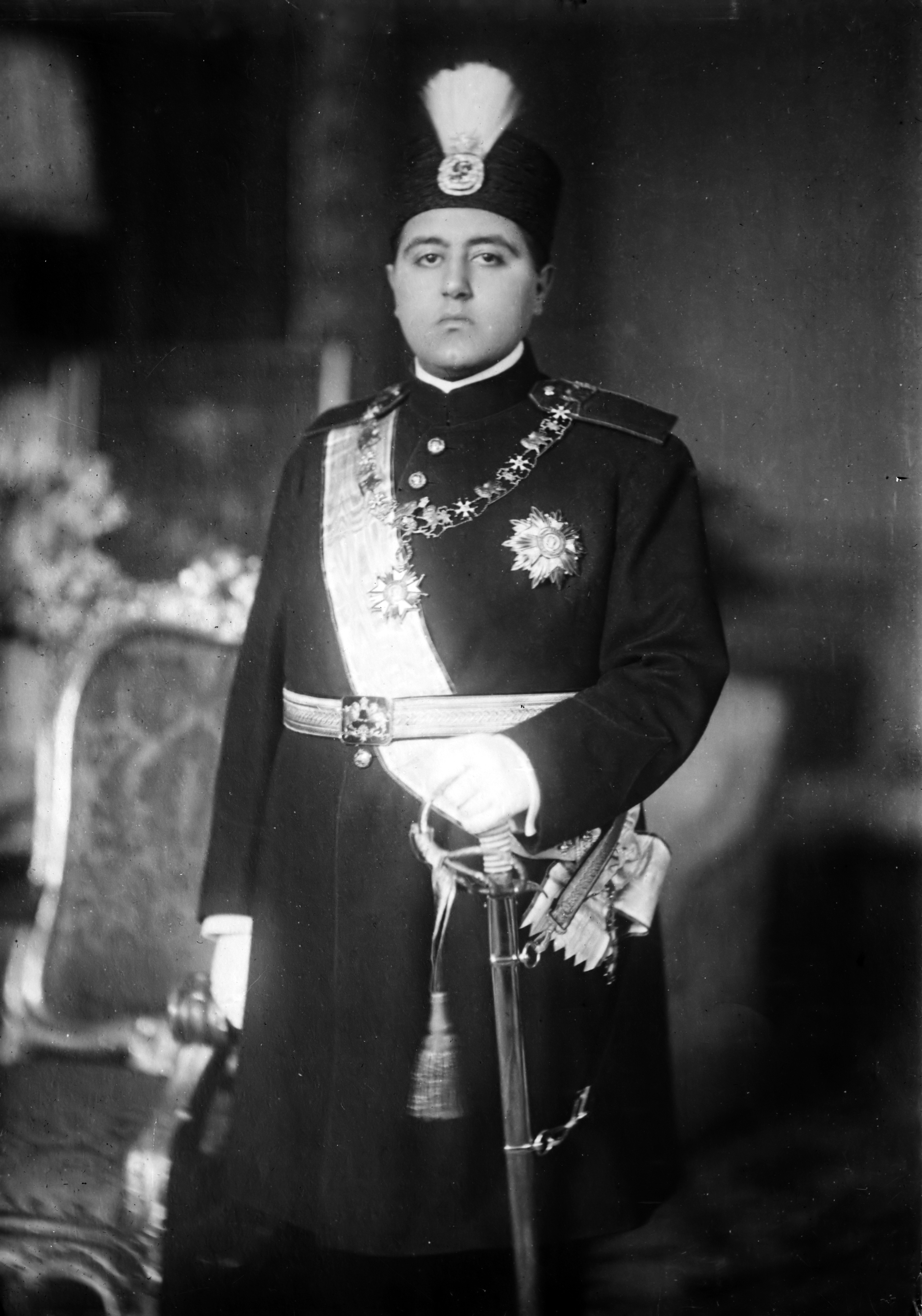
Ahmad, Shah de Iran

Los kayar (en Azeri: Qacarlar, en persa: ایل قاجار‎), también escrito kadjars, qajars, kadzhars, cadzhars, cadjars, ghajars, etc.) son un clan de los turcos oguz de la tribu bayat que vivía de diversas formas, con otras tribus, en el área que ahora es Armenia, Azerbaiyán y el noroeste de Irán.
Con el final de la era safávida, se habían dividido en varias fracciones. Estos incluyeron los ziyādoghlu (ziādlu), asociados con el área de Ganyá y Ereván, así como los koyunlu (qāvānlu) y davālu (devehlu), los dos últimos asociados con las áreas del norte del Irán contemporáneo.

## Trasfondo
Los kayar fueron una de las tribus originales   turcomanas kizilbash que surgieron y se extendieron en Asia Menor alrededor de los siglos X y XI. Más tarde suministraron su poder a los safávidas desde los primeros días de esta dinastía. Numerosos miembros de la tribu kayar ocupaban filas prominentes en el estado safávida. En 1794, un cacique kayar, Aga Muhammad, miembro de la rama koyunlu de los kayar, fundó la dinastía kayar que reemplazó a la dinastía zand en Irán. Lanzó su campaña desde su base de poder al sur del Mar Caspio, capturando su capital Isfahán en 1785. Un año después, Teherán aceptó la autoridad de Muhammad.
En la década de 1980, la población de los kayar excedía las 15 000 personas, la mayoría de las cuales vivían en Irán.
Una rama, certificada solo como 'Kadzhar' (es decir, 'Qajar' a través de la transcripción cirílica), vivió en la Armenia rusa en el siglo XIX y probablemente antes. En 1873 eran 5000.

## Otras lecturas
- Lambton, A.K.S. (1978). «Ḳād̲j̲ār».  En van Donzel, E.; Lewis, B.; Pellat, Ch. et al., eds. The Encyclopaedia of Islam, New Edition, Volume IV: Iran–Kha. Leiden: E. J. Brill. pp. 387-399. ISBN 90-04-05745-5.

- Sümer, Faruk (1978). «Ḳād̲j̲ār».  En van Donzel, E.; Lewis, B.; Pellat, Ch. et al., eds. The Encyclopaedia of Islam, New Edition, Volume IV: Iran–Kha. Leiden: E. J. Brill. ISBN 90-04-05745-5.